# کلاودیا لوش
کلاودیا لوش (آلمانی: Claudia Losch؛ زادهٔ ۱۰ ژانویه ۱۹۶۰) پرتاب‌گر وزنه اهل آلمان بود.
از افتخارات وی میتوان به کسب مدال طلا پرتاب وزنه در بازی‌های المپیک تابستانی ۱۹۸۴ اشاره کرد.